# Discographie des Nuits d'été
Les Nuits d'été d'Hector Berlioz ont fait l'objet d'« une multitude d'enregistrements ». Les interprétations retenues dans cet article, dans la version pour chant et piano ou celle pour chant et orchestre, sont classées dans l'ordre chronologique de leur réalisation.

## Enregistrements historiques
Parmi les enregistrements d'œuvres de Berlioz réalisés avant 1950, Jacques Barzun ne peut citer que deux interprétations partielles des Nuits d'été — Absence et Le Spectre de la rose par Maggie Teyte pour HMV, et Villanelle par Ninon Vallin pour Pathé-Marconi, accompagnées au piano — et réclame de nouveaux disques.
Le premier enregistrement du cycle complet est réalisé en 1951, par Suzanne Danco et l'orchestre symphonique de Cincinnati dirigé par Thor Johnson.

## Enregistrements après 1950

### Chant et piano
| Versions pour chant et piano des Nuits d'été | Versions pour chant et piano des Nuits d'été | Versions pour chant et piano des Nuits d'été                                | Versions pour chant et piano des Nuits d'été | Versions pour chant et piano des Nuits d'été | Versions pour chant et piano des Nuits d'été |
| -------------------------------------------- | -------------------------------------------- | --------------------------------------------------------------------------- | -------------------------------------------- | -------------------------------------------- | -------------------------------------------- |
| Interprètes                                  | Pianistes                                    | Complément                                                                  | Label                                        | Référence                                    | Date(s) d'enregistrement                     |
| José van Dam, baryton-basse                  | Jean-Philippe Collard                        | Mélodies de Gounod, Saint-Saëns, Massenet, Fauré, Ropartz, Ibert et Poulenc | EMI                                          | 5-73314-2                                    | 1989                                         |
| Marie-Nicole Lemieux, contralto              | Daniel Blumenthal                            | Wagner, Wesendonck-Lieder, Mahler, Rückert-Lieder                           | Cyprès                                       | CYP8605                                      | 2000                                         |
| Stéphanie d'Oustrac, mezzo-soprano           | Pascal Jourdan                               | Liszt, Wagner, Berlioz, La Mort d'Ophélie                                   | Harmonia Mundi                               | HMM 902621                                   | 2018                                         |

### Chant et orchestre
| Versions pour chant et orchestre des Nuits d'été                                                              | Versions pour chant et orchestre des Nuits d'été                | Versions pour chant et orchestre des Nuits d'été                                                     | Versions pour chant et orchestre des Nuits d'été | Versions pour chant et orchestre des Nuits d'été | Versions pour chant et orchestre des Nuits d'été |
| Interprètes                                                                                                   | Direction & Orchestre                                           | Complément                                                                                           | Label                                            | Référence                                        | Enregistrement                                   |
| --- | --------------------------------------------------------------- | --- | ------------------------------------------------ | ------------------------------------------------ | ------------------------------------------------ |
| Suzanne Danco, soprano                                                                                        | Thor Johnson Cincinnati Symphony Orchestra                      | Ravel, Shéhérazade, Deux mélodies hébraïques et Trois poèmes de Mallarmé                             | Decca                                            | LXT 2605482 8586                                 | 24 avril 1951                                    |
| Eleanor Steber, soprano                                                                                       | Dimitri Mitropoulos New York Philharmonic Orchestra             | Ouvertures de Benvenuto Cellini et de Rob Roy Debussy, Iberia                                        | Urania                                           | URN 22.310                                       | Avril 1953 (concert)                             |
| Eleanor Steber, soprano                                                                                       | Dimitri Mitropoulos Columbia Symphony Orchestra                 | Zaïde, La Captive, Le Jeune Pâtre breton airs de Bach, Haendel, Haydn et Mendelssohn                 | CBS                                              | M 61430                                          | Janvier 1954                                     |
| Victoria de los Ángeles, soprano                                                                              | Charles Munch Boston Symphony Orchestra                         | Debussy, La Damoiselle élue                                                                          | RCA                                              | GD60681                                          | 1955                                             |
| Régine Crespin, soprano                                                                                       | Ernest Ansermet Orchestre de la Suisse romande                  | Ravel, Shéhérazade                                                                                   | Decca                                            | SXL 6081417 813-2                                | Septembre 1963                                   |
| Leontyne Price, soprano                                                                                       | Fritz Reiner Chicago Symphony Orchestra                         | Falla, L'Amour sorcier                                                                               | RCA                                              | LSC 2695                                         | 2 mars 1963                                      |
| Marilyn Horne, mezzo-soprano                                                                                  | Pierre Hétu Orchestre symphonique de Montréal                   | Symphonie fantastique, sous la direction de Charles Munch                                            | VAI                                              | DVD 4273                                         | 24 mars 1966 (concert télévisé)                  |
| Janet Baker, mezzo-soprano                                                                                    | John Barbirolli New Philharmonia Orchestra                      | Ravel, Shéhérazade                                                                                   | HMV                                              | ASD 2444                                         | 23 août 1967                                     |
| Nicolai Gedda, ténor                                                                                          | Silvio Varviso Swedish Radio Symphony Orchestra                 | Mélodies de Duparc, Fauré Debussy, scène d'amour (acte III) de Pelléas et Mélisande                  | Bluebell                                         | ABCD 096                                         | 25 février 1968 (concert)                        |
| Sheila Armstrong, soprano Josephine Veasey, mezzo-soprano Frank Patterson, ténor John Shirley-Quirk, basse    | Colin Davis London Symphony Orchestra                           | Intégrale des mélodies avec orchestre                                                                | Philips                                          | 6500 009 416 961-2                               | 1969                                             |
| Yvonne Minton, mezzo-soprano Stuart Burrows, ténor                                                            | Pierre Boulez BBC Symphony Orchestra                            | Cléopâtre                                                                                            | CBS                                              | 76576                                            | 1976                                             |
| Jessye Norman, soprano                                                                                        | Colin Davis London Symphony Orchestra                           | Ravel, Shéhérazade                                                                                   | Philips                                          | 412 493-2                                        | 1979                                             |
| Kiri Te Kanawa, soprano                                                                                       | Daniel Barenboim Orchestre de Paris                             | Cléopâtre                                                                                            | Deutsche Grammophon                              | 0289 410 9662-3                                  | 1982                                             |
| Hildegard Behrens, soprano                                                                                    | Francis Travis Wiener Symphoniker                               | Ravel, Shéhérazade                                                                                   | Decca                                            | 411 895-2                                        | 1983                                             |
| Elly Ameling, soprano                                                                                         | Robert Shaw Orchestre symphonique d'Atlanta                     | Fauré, Pelléas et Mélisande                                                                          | Telarc                                           | CD-80084                                         | 1985                                             |
| Agnes Baltsa, mezzo-soprano                                                                                   | Jeffrey Tate London Symphony Orchestra                          | Wagner, Wesendonck-Lieder                                                                            | Philips Classics                                 | 416 807-1                                        | 1986                                             |
| Anne Sofie von Otter, mezzo-soprano                                                                           | James Levine Orchestre philharmonique de Berlin                 | Roméo et Juliette                                                                                    | Deutsche Grammophon                              | 427665-2                                         | 1988                                             |
| Diane Montague, mezzo-soprano Catherine Robbin, mezzo-soprano Howard Crook, ténor Gilles Cachemaille, baryton | John Eliot Gardiner Orchestre de l'Opéra de Lyon                | Intégrale des mélodies avec orchestre                                                                | Erato                                            | 0927-49583-2                                     | 1989                                             |
| Colette Alliot-Lugaz, soprano                                                                                 | Claude Bardon Orchestre philharmonique de Monte-Carlo           | Chausson, Poème de l'amour et de la mer                                                              | REM                                              | 311074                                           | 1990                                             |
| Françoise Pollet, soprano                                                                                     | Armin Jordan Orchestre philharmonique de Monte Carlo            | Chausson, Poème de l'amour et de la mer                                                              | FNAC                                             | 592275                                           | 1993                                             |
| Brigitte Balleys, mezzo-soprano                                                                               | Philippe Herreweghe Orchestre des Champs-Élysées                | Herminie                                                                                             | Harmonia Mundi                                   | HMG501522                                        | 1995                                             |
| Susan Graham, soprano                                                                                         | John Nelson Orchestre du Royal Opera House                      | Airs de La Damnation de Faust, de Benvenuto Cellini, des Troyens et de Béatrice et Bénédict          | Sony                                             | SK 62 730                                        | 1996                                             |
| José van Dam, baryton                                                                                         | Serge Baudo Orchestra della Svizzera Italiana                   | Frank Martin, Trois poèmes païens                                                                    | Forlane                                          | 16768                                            | 1996                                             |
| Katarina Karnéus, mezzo-soprano                                                                               | Vassili Sinaïski BBC Philharmonic Orchestra                     | Ouvertures du Corsaire, du Roi Lear et du Carnaval romain, Marche hongroise de La Damnation de Faust | BBC Music Magazine                               | BBC MM92                                         | 2000                                             |
| Véronique Gens, soprano                                                                                       | Louis Langrée Orchestre national de Lyon                        | Cléopâtre, La Captive, La Belle Voyageuse et Zaïde                                                   | Virgin                                           | 45422                                            | Juin 2000                                        |
| Françoise Pollet, soprano                                                                                     | Stefan Sanderling Orchestre symphonique de Bretagne             | Herminie                                                                                             | Arion                                            | 68585                                            | 2001                                             |
| Elsa Maurus, mezzo-soprano                                                                                    | Jean-Claude Casadesus Orchestre national de Lille               | Chausson, Poème de l'amour et de la mer Dukas, La Péri                                               | Naxos                                            | 8.557274                                         | 2003                                             |
| David Daniels, contreténor                                                                                    | John Nelson Ensemble orchestral de Paris                        | Mélodies de Fauré Ravel, Cinq mélodies populaires grecques                                           | Virgin Classics                                  | VC 545646 2 8                                    | 2004                                             |
| Bernarda Fink, mezzo-soprano                                                                                  | Kent Nagano Deutsches Symphonie-Orchester Berlin                | Ravel, Shéhérazade et Cinq mélodies populaires grecques                                              | Harmonia Mundi                                   | HMC 901932                                       | 2007                                             |
| Anne-Catherine Gillet, mezzo-soprano                                                                          | Paul Daniel Orchestre philharmonique royal de Liège             | Barber, Knoxville: Summer of 1915 Britten, Les Illuminations                                         | Æon                                              | AECD 1113                                        | 2011                                             |
| Anne Sofie von Otter, mezzo-soprano                                                                           | Marc Minkowski Les Musiciens du Louvre                          | Harold en Italie                                                                                     | Naïve                                            | V 5266                                           | 2011                                             |
| Joyce DiDonato, mezzo-soprano                                                                                 | Alan Gilbert New York Philharmonic Orchestra                    | Moussorgski, Tableaux d'une exposition Steven Stucky, Son et Lumière                                 | New York Philharmonic                            | NYP B0083JNA7U                                   | 2012                                             |
| Karen Cargill, mezzo-soprano                                                                                  | Robin Ticciati Scottish Chamber Orchestra                       | Cléopâtre                                                                                            | Linn Records                                     | SACD KCD 421                                     | 2012                                             |
| Véronique Gens, soprano                                                                                       | John Axelrod Orchestre national des Pays de la Loire            | Herminie Ravel, Shéhérazade                                                                          | Ondine                                           | ODE 1200.2                                       | 2012                                             |
| Stella Doufexis, mezzo-soprano                                                                                | Karl-Heinz Steffens Deutsche Staatsphilharmonie Rheinland-Pfalz | Chausson, Poème de l'amour et de la mer Ravel, Shéhérazade                                           | Berlin Classics                                  | 0300523BC                                        | 2015                                             |
| Stéphane Degout, baryton                                                                                      | François-Xavier Roth Les Siècles                                | Harold en Italie                                                                                     | Harmonia Mundi                                   | HMM 902634                                       | 2018                                             |
| Ian Bostridge, ténor                                                                                          | Ludovic Morlot Orchestre symphonique de Seattle                 | Ravel, Shéhérazade Debussy, Le Livre de Baudelaire (orchestré par John Adams)                        | Seattle Symphony Media                           |                                                  | 2018                                             |
| Jean-Paul Fouchécourt, ténor                                                                                  | Quatuor Manfred (Arrangement par Emmanuel Harafyk)              | 6 mélodies et Quatuor à cordes de Fauré                                                              | Paraty                                           | Paraty 719252                                    | 2019                                             |
| Michael Spyres                                                                                                | John Nelson Orchestre philharmonique de Strasbourg              | Harold en Italie                                                                                     | Erato Warner classics                            | 5054197196850                                    | 2022                                             |

### Monographies
- (en) Jacques Barzun, Berlioz and the Romantic Century, vol. 2, Little, Brown & C°, 1950, 511 p..
- Pierre-René Serna, Berlioz de B à Z, Paris, Van de Velde, 2006, 264 p. (ISBN 2-85868-379-4).
- Elizabeth Giuliani et Bruno Sebald, « L'œuvre d'Hector Berlioz à la lumière de ses enregistrements (1901-2002) », dans Catherine Massip et Cécile Reynaud (dir.), Berlioz, la voix du romantisme, Paris, Fayard, 2003, 265 p. (ISBN 2-213-61697-3), p. 254–255.